# Dell Streak 5
Dell Streak 5 (також відомий як Dell Mini 5)  — планшетофон (гібрид смартфону та планшету (або фаблет)), що вироблений компанією Dell та був вперше представлений у травні 2010 року.

## Огляди приладу
- Огляд Dell Streak [Архівовано 5 жовтня 2012 у stylus.ua] (рос.)
- Огляд планшету Dell Streak 5" + відео від droidnews [Архівовано 2 вересня 2012 у stylus.ua] (рос.)

## Відео
- Огляд Dell Streak [Архівовано 14 жовтня 2018 у stylus.ua] (рос.)
- Dell Streak
- Dell Streak — вже не смрт ще не iPad (рос.)